# Panaxia histrio
Panaxia histrio là một loài bướm đêm thuộc phân họ Arctiinae, họ Erebidae.